# Петрик Анна Сергіївна
Петрик Анна Сергіївна (нар. 26 жовтня 1997 року) — українська футболістка, захисниця збірної України.

## Клубна кар'єра
Футбольну кар'єру розпочала ще під час навчання в 11-му класі школи, в маріупольській «Іллічівці». У Вищій лізі України дебютувала 2013 року. В команді виступала протягом трьох сезонів. Потім перейшла у «Житлобуд-1». Разом з харківським колективом двічі вигравала чемпіонат України та двічі ставала володаркою кубку України. Під час зимової паузи 2018/19 підсилила «Львів», в якому виступала до завершення сезону.
Напередодні старту сезону 2019/20 років повернулася в «Житлобуд-1». Дебютувала у футболці харківського клубу 17 серпня 2019 року в переможному (3:0) виїзному поєдинку Вищої ліги проти «Єдності» (Плиски). Анна вийшла на поле в стартовому складі, а на 54-й хвилині її замінила Таїсія Нестеренко. Дебютними голами за «Житлобуд-1» відзначилася 18 вересня 2019 року на 52-й та 68-й хвилинах переможного (4:0) домашнього поєдинку 5-го туру Вищої ліги проти берестівецького «Ятраня». Петрик вийшла на поле в стартовому складі, а на 73-й хвилині її замінила Надія Хаванська.

## Кар'єра в збірній
У 2013 році провела 1 поєдинок за дівочу збірну України (WU-17).
Виступала за молодіжну жіночу збірну України (WU-19), у футболці якої дебютувала 13 вересня 2014 року в переможному (1:0) домашньому поєдинку 1-го туру групового етапу молодіжного жіночого чемпіонату Європи проти одноліток з Азербайджану. Анна вийшла на поле в стартовому складі, а на 35-й хвилині її замінила Ірина Коломієць. За українську молодіжку зіграла 8 матчів.
У складі національної збірної України дебютувала 4 березня 2020 року в програному (0:3) аоєдинку кубку Пінатар проти Шотландії. Петрик вийшла на поле в стартовому складі, а на 46-й хвилині її замінила Натія Панцулая.

## Досягнення
«Житлобуд-1» (Харків)
- Вища ліга України
  -  Чемпіонка (2): 2017—18, 2018—19

- Кубок України
  -  Володарка (3): 2016, 2017—18, 2018—19

«Ворскла» (Полтава)
- Вища ліга України
  -  Чемпіонка (2):  2022—23,  2023—24
- Кубок України
  -  Володарка (2): 2022, 2023